# Plasma isento de crioprecipitado
Plasma isento de crioprecipitado é o plasma sanguíneo, que teve seu crioprecipitado removido. É utilizado para tratar a Púrpura trombocitopênica idiopática.